# دانيال كوكس
دانيال كوكس (بالإنجليزية: Daniel Cox)‏ مواليد 28 سبتمبر 1990 في لنكولن، هو لاعب كرة مضرب بريطاني يلعب باليد اليمنى ويحتل حالياً المرتبة رقم. 295 (25 مايو 2015) في تصنيف رابطة محترفي كرة المضرب. أعلى تصنيف له في الفردي كان المركز الـ 206 في سنة 2014.

## الخط الزمني للأداء

### الزوجي: 1 (1–0)
| الحصيلة | الرقم | التاريخ       | الدورة              | السطح | الشريك         | المنافسون                    | النقاط         |
| ------- | ----- | ------------- | ------------------- | ----- | -------------- | ---------------------------- | -------------- |
| الفوز   | 1.    | 20 يوليو 2014 | بينغامتون (نيويورك) | صلب   | دانيال سمثورست | سيرجي ستاخوفسكي ماريوس كوبيل | 6–7, 6–2, 10–6 |

## روابط خارجية
- دانيال كوكس على موقع رابطة محترفي التنس (الإنجليزية)
- دانيال كوكس على موقع الاتحاد الدولي لكرة المضرب (الإنجليزية)
- دانيال كوكس على موقع خلاصة التنس.كوم (الإنجليزية)
- دانيال كوكس على موقع إي إس بي إن.كوم (الإنجليزية)